# Interval (muzică)
Un interval în muzică este diferența dintre înălțimea a două trepte muzicale (note) 
Denumirea unui interval este dată de mărimea și calitatea acestuia.

Mărimea unui interval este dată de numărul de linii și spații dintre cele două note.

Calitatea unui interval este dată de comparația cu gama majoră care are tonica egală cu nota de bază a intervalului. Dacă nota de vârf a intervalului coincide cu o notă a gamei, intervalul este numit "mare", cu excepția cvintei și a cvartei, pentru care este folosit termenul "perfect". Dacă nota de vârf a intervalului nu coincide cu o notă a gamei majore, intervalul este denumit "mic", "micșorat" sau "mărit".

## Consonanța unui interval
Cea mai importantă proprietate a unui interval este consonanța acestuia.

Într-un interval răsturnat nota de bază este ridicată cu o octavă sau nota de vârf este coborâtă cu o octavă.

Când raportul frecvențelor notelor intervalului este o fracție simplă, un interval este perceput ca fiind consonant (stabil, armonios). Astfel, in funcție de raportul dintre frecvențele celor două note, intervalele pot fi clasificate în ordinea consonanței, cu fracții simple corespunzând intervalelor consonante.
| Raportul frecvențelor în intonația naturală | Număr de semitonuri în temperament egal | Nume            | Notație | Relații între intervale | Descriere subiectivă |
| ------------------------------------------- | --------------------------------------- | --------------- | ------- | ----------------------- | -------------------- |
| 1/1                                         | 0                                       | Prima           | P1      |                         |                      |
| 2/1                                         | 12                                      | Octavă          | P8      |                         | Consonant, stabil    |
| 3/1                                         | 19                                      | Duodecimă       | P12     | P8+P5                   | Consonant, stabil    |
| 3/2                                         | 7                                       | Cvintă perfectă | P5      | P8-P4                   | Stabil, armonios     |
| 5/2                                         | 16                                      | Decima mare     | M10     | P8+M3                   | Echilibrat           |
| 4/3                                         | 5                                       | Cvartă perfectă | P4      | P8-P5                   | Distinct             |
| 5/3                                         | 9                                       | Sexta mare      | M6      | P8-m3                   | Echilibrat           |
| 8/3                                         | 17                                      | Unodecimă       | P11     | P8+P4                   | Echilibrat           |
| 5/4                                         | 4                                       | Terța mare      | M3      | P8-m6                   | Echilibrat           |
| 6/5                                         | 3                                       | Terța mică      | m3      | P8-M6                   | Reținere, moderație  |
| 8/5                                         | 8                                       | Sexta mică      | m6      | P8-M3                   | Reținere, moderație  |
| 9/4, 20/9                                   | 14                                      | Nona mare       | M9      | P8+M2 P8+M2'            | Instabil             |
| 9/5                                         | 10                                      | Septima mică    | m7      | P8-M2                   | Instabil             |
| 12/5                                        | 15                                      | Decima mică     | m10     | P8+m3                   | Instabil             |
| 9/8, 10/9                                   | 2                                       | Secunda mare    | M2, M2' | P5-P4 P8-m7             | Instabil             |
| 15/8                                        | 11                                      | Septima mare    | M7      | P8-m2                   | Disonant, instabil   |
| 16/15                                       | 1                                       | Secunda mică    | m2      | P8-M7                   | Disonant, instabil   |
| 32/15                                       | 13                                      | Nona mică       | m9      | P8+m2                   | Disonant, instabil   |
| 45/16, 128/45                               | 18                                      | Triton'         | T'      | P8+T                    | Dezagreabil          |
| 45/32, 64/45                                | 6                                       | Triton          | T       |                         | Dezagreabil          |

Din relațiile din tabelul de mai sus se poate observa că intervalele mari devin mai consonante atunci când o octavă este adaugată (de exemplu, M10=P8+M3 este mai consonant decât M3), iar cele mici devin mai disonante (de exemplu, m10=P8+m3 este mai disonant decât m3). Se poate observa de asemenea diferența dintre cvartă P4 și cvintă P5: spre deosebire de cvintă, cvarta perfectă devine mai disonantă cu adăugarea unei octave (P11=P8+P4), similar cu intervalele mici.
Există numeroase alte corespondențe între diferite intervale. Cele mai importante sunt mediile aritmetice și armonice între P1, P5, P4 și P8, relații care pot fi verificate ușor folosind raporturile din tabelul de mai sus.
M3=(P1+P5)/2
M6=(P4+P8)/2
2/m3=1/P1+1/P5
2/m6=1/P4+1/P8
Aceste relații sunt importante pentru armonia unor acorduri. De exemplu, faptul că terța mare M3 este media aritmetică dintre primă P1 și cvintă P5 explică armonia triadei majore în muzica tonală.
În general, relațiile matematice dintre intervale exprimă o formă exterioară abstractă de echilibru și moderație, care poate fi recreată prin muzica vocală sau instrumentală  și care are un analog în caracterul uman . Din punctul de vedere al tradiției muzicale inspirate de Grecia Antică, muzica (în sensul modern al cuvântului) este o formă de legătură între armonia matematică universală și cea umană.
Relațiile de mai sus, exacte în intonația naturală, sunt numai aproximativ corecte în temperamentul egal. De exemplu, M3=a^4=1.2599... și (P1+P5)/2=(1+a^7)/2=1.2492... (unde a=2^(1/12)=1.059... este mărimea unui semiton în temperamentul egal). Din acest motiv, în muzica vocală intonația naturală continuă să fie preferată. În muzica instrumentală utilitatea practică a temperamentului egal în modulație a dus treptat la înlocuirea intonației naturale.